# 1996 KY1
1996 KY1, também escrito como 1996 KY1, é um objeto transnetuniano (TNO) que está localizado no cinturão de Kuiper, uma região do Sistema Solar. Ele é classificado como um plutino, pois, o mesmo está em uma ressonância orbital de 2:3 com o planeta Netuno. Ele possui uma magnitude absoluta (H) de 8,0 e, tem um diâmetro estimado com cerca de 111 km, por isso é pouco provável que possa ser classificado como um planeta anão, devido ao seu tamanho relativamente pequeno.

## Descoberta
1996 KY1 foi descoberto no dia 16 de maio de 1996 pelos astrônomos J. X. Luu, C. A. Trujillo e D. C. Jewitt.

## Órbita
A órbita de 1996 KY1 tem uma excentricidade de 0.096 e possui um semieixo maior de 39.517 UA. O seu periélio leva o mesmo a uma distância de 35.712 UA em relação ao Sol e seu afélio a 43.322.